# اچ‌ام‌اس ادوایس (۱۷۷۹)
اچ‌ام‌اس ادوایس (۱۷۷۹) (به انگلیسی: HMS Advice (1779)) یک کشتی بود که طول آن ۵۶ فوت (۱۷٫۱ متر) بود.